# ریس مورفی
ریس مورفی (هلندی: Rhys Murphy؛ زادهٔ ۶ نوامبر ۱۹۹۰) یک بازیکن فوتبال اهل ایرلند است.